# هارون رايلي
هارون رايلي (بالإنجليزية: Aaron Riley) هو فنان قتال مختلط أمريكي، ولد في 9 ديسمبر 1980 في تل سيتي في الولايات المتحدة.

## وصلات خارجية
- هارون رايلي على موقع يو إف سي (الإنجليزية)
- هارون رايلي على موقع شيردوغ (الإنجليزية)
- هارون رايلي على موقع IMDb (الإنجليزية)